# (7935) 1990 EZ5
(7935) 1990 EZ5 là một tiểu hành tinh vành đai chính. Nó được phát hiện bởi Henri Debehogne ở Đài thiên văn La Silla ở Chile ngày 1 tháng 3 năm 1990.